# Latunjaure
Latunjaure är en sjö i Jokkmokks kommun i Lappland och ingår i Luleälvens huvudavrinningsområde. Sjön har en area på 10,3 kvadratkilometer och ligger 390 meter över havet. Sjön avvattnas av vattendraget Nårvejåkkå (Laddonbäcken).

## Delavrinningsområde
Latunjaure ingår i det delavrinningsområde (739893-164176) som SMHI kallar för Utloppet av Latunjaure. Medelhöjden är 416 meter över havet och ytan är 48,65 kvadratkilometer. Det finns ett avrinningsområde uppströms, och räknas det in blir den ackumulerade arean 66,95 kvadratkilometer. Nårvejåkkå (Laddonbäcken) som avvattnar avrinningsområdet har biflödesordning 4, vilket innebär att vattnet flödar genom totalt 4 vattendrag innan det når havet efter 232 kilometer. Avrinningsområdet består mestadels av skog (70 procent). Avrinningsområdet har 10,5 kvadratkilometer vattenytor vilket ger det en sjöprocent på 21,6 procent.